# Gefäßmalformation
Eine Gefäßmalformation (vaskuläre Malformation) ist eine Fehlbildung von Blut- oder Lymphgefäßen. Gefäßmalformationen gehören zu den Gefäßanomalien. Verschiedene Formen von vaskulären Malformationen umfassen arteriovenöse Malformationen, venöse Malformationen, kapilläre Malformationen und lymphatische Malformationen. Gefäßmalformationen sind kongenital und zeigen im Laufe des Lebens häufig eine Größenprogredienz.

## Einteilung
Man unterscheidet:

AVM des Gehirns in der Magnetresonanztomographie

- Arteriovenöse Malformationen (AV-Malformation, AVM): dies sind direkte Gefäßverbindungen zwischen Arterien und Venen ohne Kapillarbett. Das arterielle (sauerstoffreiche) Blut kommt aus einer Arterie und fließt direkt in eine Vene ab, ohne dass der darin enthaltene Sauerstoff von Gewebe verbraucht wird. Bei entsprechender Größe der AVM kann es zu einem Übertritt eines nicht unerheblichen Blutvolumens kommen, was als Steal-Syndrom klinisch relevant werden kann.
- Venöse Malformationen (VM): Die VM ist die häufigste Form einer Gefäßmalformation. Sie hat im Gegensatz zu den AV-Malformationen stets nur einen geringen Blutfluss. Es handelt sich um abnorm geformte und erweiterte Venen. Die Wand dieses Kanalsystems ist aufgrund eines Mangels an glatten Muskelzellen ungewöhnlich dünn, sie sind jedoch von Endothel ausgekleidet. Sie sind livid-blaue, blutgefüllt und zwischen den Gefäßräumen befindet sich kein Parenchym. Häufig befinden sich Thromben innerhalb des Kavernoms.
- Kapilläre Malformationen (KM): Dies sind Gefäßwucherungen der kleinsten Blutgefäße (Kapillaren). Ein Beispiel für eine Manifestation an der Haut ist der Naevus flammeus, im Verdauungstrakt der Morbus Osler.
- Lymphatische Malformationen (LM): Bei lymphatischen Malformationen handelt es sich um angeborene Fehlbildungen des Lymphgefäßsystems.

## Klinische Bedeutung
Ob einer Gefäßmalformation klinische Bedeutung zukommt, hängt von der Lokalisation, der Größe und von einer eventuellen Blutungsneigung ab. AVM können bei sehr starkem Blutfluss hämodynamisch relevant werden, außerdem sind sie blutungsgefährdet. VM haben vor allem durch die raumfordernde Wirkung eine klinische Bedeutung, aber auch durch sie kann es zu nicht unerheblichen Blutungen kommen. Kapilläre Malformationen und lymphatische Malformationen sind v. a. aus kosmetischen Gründen störend, meistens sind sie aber ungefährlich.

## Therapie
Die korrekte Diagnosestellung stellt die essenzielle Voraussetzung für die Festlegung der jeweils besten Strategie zur Behandlung der Gefäßmalformation dar. Das therapeutische Spektrum setzt sich aus konservativen, minimalinvasiven oder chirurgischen Maßnahmen zusammen. Die Kompressionstherapie spielt eine ebenso bedeutende Rolle wie die Sklero- und Embolotherapie. Oftmals sind multiple Behandlungssitzungen erforderlich.